# Avant-garde metal
Avant-garde metal (eller experimentell metal) är en undergenre av heavy metal, med ursprung från Centraleuropa under början av 1980-talet.

## Historia
Ordet avant-garde är franskt och betyder "förtrupp". Avant-garde metal är en beteckning på heavy metal musik som är radikal, experimentell och nyskapande.